# Condemned: Criminal Origins
Pour le film, voir Condemned (film).
Condemned: Criminal Origins est un jeu vidéo de type survival horror développé par Monolith Productions et édité par Sega, sorti en 2005 sur Windows et Xbox 360.
Le jeu a pour suite Condemned 2: Bloodshot.

## Accueil
- Gamekult : 7/10[1]
- Jeuxvideo.com : 16/20[2]

## Postérité
Le jeu a connu une suite, Condemned 2: Bloodshot, sorti en 2008.
Le 4 octobre 2005, Warner Bros. a annoncé avoir un projet de film dans l'univers du jeu.